# I ragazzi della 56ª strada
I ragazzi della 56ª strada (The Outsiders) è un film del 1983 diretto da Francis Ford Coppola e tratto dal romanzo omonimo (1967) di S. E. Hinton.

## Trama
Tulsa, 1965. I Greasers e i Socials sono due bande rivali: i primi sono poveri e abitano nella periferia cittadina; i secondi invece sono ricchi e risiedono in quartieri borghesi. Ponyboy, Johnny e Dallas sono tre Greasers (nome riferito alla brillantina usata per acconciare i capelli) e i primi due, dopo essere stati aggrediti da alcuni Socials, ne uccidono uno. Aiutati da Dallas, membro influente della banda, si nascondono in una chiesa abbandonata in attesa che le acque si calmino e i nemici si tranquillizzino. Una settimana dopo, i ragazzi decidono di costituirsi, ma nel frattempo la chiesa che stanno per lasciare prende fuoco proprio mentre la stanno visitando dei bambini in gita scolastica. Ponyboy e Johnny aiutano a salvarli ma, in seguito alla frattura della colonna vertebrale e alle ustioni riportate durante il salvataggio, Johnny muore in ospedale dopo alcuni giorni di agonia. Dallas, disperato, si fa uccidere dai poliziotti. Intanto fra le due bande continuano le scaramucce mentre Ponyboy, anche per l'eroismo dimostrato nell'incendio, viene assolto dall'accusa di omicidio.

## Personaggi principali
- Ponyboy Curtis: Quattordicenne, ha gli occhi verdi/grigi e i capelli lunghi pettinati all'indietro con la brillantina. Ama leggere e andare al cinema. Vive solo con i fratelli maggiori poiché i genitori sono morti in un incidente stradale.
- Johnny Cade: Sedicenne, rimane ucciso dalle ustioni e dalla frattura della colonna vertebrale dopo il salvataggio dei bambini. Molto sensibile, soffre l'essere ignorato quasi totalmente dai genitori. Uccide un membro della banda rivale per salvare la vita di Ponyboy.
- Dallas "Dally" Winston: Ha 17 anni e ha vissuto per tre anni nella zona brutta di New York. È impulsivo, violento, rude e sicuro di sé. Tuttavia aiuta senza remore i due amici quando si trovano nei guai. Sconvolto per la perdita di Johnny, muore ucciso dai poliziotti dopo aver rapinato un negozio.
- Keith “Two-Bit” Matthews: Ha 18 anni ed è l'allegrone della banda, sempre pronto alla battuta. Indossa sempre t-shirt con Mickey Mouse.
- Darrel "Darry" Curtis: È il fratello maggiore di Ponyboy e Sodapop, ha 20 anni e lavora per mantenere i fratelli.
- Sodapop Curtis: Il secondo dei fratelli Curtis. Ha 16/17 anni, è iperattivo, ottimista e difende sempre il fratello minore durante i litigi con Darrel.
- Steve Randle: Ha 17 anni, è il migliore amico di Sodapop dai tempi delle elementari e lavora con lui al DX. Ha un’aquila tatuata su un braccio.

Tutti appartengono alla banda dei Greasers.

## Incasso
Girato tra il 29 marzo e il giugno 1982 con un budget di 10000000 $, il film incassò nei soli Stati Uniti 25600000 $.

## Sequel
Nel 1990 è stata realizzata una serie televisiva intitolata Brillantina che funge da sequel al film.
L'episodio pilota della serie è stato editato in Italia in vhs col titolo I ragazzi della 56ª strada 2.